# Изложба „Нови чланови” (1995)
Изложба „Нови чланови” се одржала у априлу 1995. године у Малој сали Уметничког павиљона „Цвијета Зузорић”, Мали Калемегдан 1 и Галерији „Сунце” у Лесковцу, Масариков трг 11.

## Излагачи

### Сликари
1. Maja Анђелковић
2. Марко Антоновић
3. Бобан Босић
4. Срђан Божјаковић
5. Габриела Васић
6. Владимир Влаховић
7. Валентина Венцел
8. Весна Вукоје
9. Милош Вујановић
10. Вељко Вујачић
11. Снежана Гроздановић
12. Љубомир Ђорђевић
13. Селма Ђулизаревић
14. Стојан Ђурић
15. Марија Илић
16. Владислав Коцарев
17. Предраг Кочовић
18. Бранка Кузмановић
19. Милица Лапчевић
20. Драгана Марковић
21. Иван Милијић
22. Милан Милић
23. Мирјана Милић
24. Мина Митровић
25. Драган Милосављевић
26. Ненад Михаиловић
27. Мирјана Мунишић
28. Мирјана Новокмет
29. Соња Павићевић
30. Сања Пешић
31. Драгана Пилиповић
32. Живомир Поповић
33. Вук Драган Рачић
34. Радмило Раша Стевановић
35. Мирослав Теодосијевић
36. Драган Цветковић
37. Ребека Чешновар
38. Марија Шорђан

### Графичари
1. Драгиша Милошевић
2. Видан Папић
3. Андријана Радојичић
4. Славољуб Станковић

### Вајари
1. Ђорђе Аралица
2. Димитар Илијев
3. Јелена Кршић
4. Жарко Милијашевић
5. Ђорђе Милошевић
6. Жељка Момиров
7. Дејан Сарић

### Проширени медији
1. Милорад Младеновић